# Station Westcliff
Westcliff is een spoorwegstation van National Rail in Westcliff, Southend-On-Sea in Engeland. Het station is eigendom van Network Rail en wordt beheerd door c2c. Het station is geopend in 1895.